# Municipio de Richland (condado de Hamilton)
El municipio de Richland (en inglés: Richland Township) es un municipio ubicado en el condado de Hamilton en el estado estadounidense de Kansas. En el año 2010 tenía una población de 30 habitantes y una densidad poblacional de 0,07 personas por km².

## Geografía
El municipio de Richland se encuentra ubicado en las coordenadas 38°13′9″N 101°47′36″O / 38.21917, -101.79333. Según la Oficina del Censo de los Estados Unidos, el municipio tiene una superficie total de 425.79 km², de la cual 425,78 km² corresponden a tierra firme y (0 %) 0 km² es agua.

## Demografía
Según el censo de 2010, había 30 personas residiendo en el municipio de Richland. La densidad de población era de 0,07 hab./km². De los 30 habitantes, el municipio de Richland estaba compuesto por el 90 % blancos, el 6,67 % eran de otras razas y el 3,33 % eran de una mezcla de razas. Del total de la población el 26,67 % eran hispanos o latinos de cualquier raza.